# Botryllophilus bamfieldensis
Botryllophilus bamfieldensis is een eenoogkreeftjessoort uit de familie van de Botryllophilidae. De wetenschappelijke naam van de soort is voor het eerst geldig gepubliceerd in 2000 door Ooishi.